# Ősi
Ősi là một thị trấn thuộc hạt Veszprém, Hungary. Thị trấn này có diện tích 35,86 km², dân số năm 2010 là 2073 người, mật độ 58 người/km².